# Гладна Монтана (Тимиш)
Гладна Монтана (рум. Gladna Montană) насеље је у Румунији у округу Тимиш у општини Фардеа. Oпштина се налази на надморској висини од 230 m.

## Историја
По "Румунској енциклопедији" место се помиње 1454. године, као посед Јанка Хуњадија. Звало се насеље 1717. године "Гладана" у којем је било 40 кућа. Аустријски царски ревизор Ерлер је 1774. године констатовао да место "Гладна" припада Лунгшком округу, Лугошког дистрикта. Становништво је било претежно влашко.
Од 1784. године настале су две Гладне, колонизацијом Немаца: Гладна Романа (Румуни) и Гладна Германа (Немци). Данас се немачко насеље назива Гладна Монтана а Немци су остали мањина. Био је ту 1797. године парох поп Павле Поповић (рукоп. 1791) који се служио румунским језиком.

## Становништво
Према подацима из 2002. године у насељу је живело 146 становника, од којих су сви румунске националности.